# Helouan
L'Helouan è stata una nave ospedale della Regia Marina, già piroscafo passeggeri italiano ed in precedenza austroungarico.

## Storia

LHelouan in servizio come nave passeggeri.

Costruita tra il gennaio 1910 ed il febbraio 1912  insieme all'unità gemella Wien per il Lloyd Austriaco, con sede a Trieste, la nave era in origine un piroscafo misto di 7367 tonnellate di stazza lorda e circa 3200 di stazza netta, battente bandiera austro-ungarica. Propulsa da due macchine a vapore a quadruplice espansione (alimentate da otto caldaie) della potenza di 1580 hp nominali (10.000 CV), la nave era dotata di una discreta velocità per l'epoca (tra i 17,5 ed i 18 nodi, poi ridottisi progressivamente a 12 con il passare degli anni). Nelle cabine potevano trovare posto 150 passeggeri in prima classe, 60 in seconda ed 80 in terza.
Per alcuni anni Helouan e Wien vennero impiegati sulla linea celere da Trieste ad Alessandria d'Egitto (via Brindisi), la cui durata accorciarono di un giorno. Lussuosi e veloci, i due piroscafi furono tra le migliori unità del Lloyd Austriaco. Ad inizio maggio 1912 l'Helouan fece scalo eccezionalmente a Corfù per imbarcarvi la principessa Sofia di Grecia, la Granduchessa Maria, i seguiti delle due nobildonne ed il barone Beck, dopo di che, giunto a Brindisi il 4 maggio, vi si trattenne per due ore prima di ripartire per Trieste.

La nave in manovra nel porto di Trieste nei primi anni di servizio.

Nel 1915, in seguito allo scoppio della prima guerra mondiale, l'Helouan (così come la Wien ed altre 96 navi mercantili) venne posto in disarmo nel lago di Procliano (o Proclan), in Dalmazia, non lontano da Sebenico. Requisito dalla k.u.k. Kriegsmarine, il piroscafo venne impiegato come nave ospedale stazionaria. Il 17 novembre 1917 l'Helouan lasciò il lago di Procliano diretto a Pola, dove avrebbe dovuto fungere da nave appoggio e caserma per gli equipaggi degli U-Boote della Kaiserliche Marine, che avevano base in quel porto, ma, investito da forte vento, il piroscafo venne sospinto con la poppa contro la costa, danneggiandosi eliche e timoni. In sostituzione dell'Helouan dovette essere inviato a Pola il Wien.

Nel 1919 l'Helouan tornò al suo vecchio armatore, che, con il passaggio della Venezia Giulia dal dissolto Impero Austro-Ungarico al Regno d'Italia, aveva mutato nome in Società anonima di Navigazione Lloyd Triestino. Mentre la Wien, affondata da incursori a Pola nel 1918 e recuperata, ebbe il nome italianizzato in Vienna, l'Helouan conservò immutato il proprio nominativo, che si riferiva ad una località dell'Egitto. Tra le linee su cui l'Helouan (insieme al Vienna) fu impiegato per il Lloyd Triestino vi fu anche la rotta Trieste-Venezia-Brindisi-Alessandria d'Egitto, sulla quale venne sostituito, nel 1931, dalla nuova motonave Victoria. A seguito di lavori la stazza lorda si ridusse leggermente a 7317 tsl.

Un’altra immagine dellHelouan con la livrea originaria.

Nell'agosto 1919 si svolse a bordo dell'Helouan la cerimonia di nomina a socio onorario della Sezione Combattenti di Brindisi del capitano Carlo Zamara, comandante in quel periodo la nave, per aver rifiutato, il 28 ottobre 1918, di sostituire la bandiera italiana con quella jugoslava a bordo del piroscafo Almissa, che comandava.
Il 4 novembre 1933 il piroscafo, ormeggiato a Brindisi, ospitò il re d'Italia Vittorio Emanuele III, che vi fece colazione e si recò poi ad inaugurare il Monumento al Marinaio d'Italia.

Prima dell'inizio della guerra d'Etiopia, l'Helouan fu una delle sei navi passeggeri (le altre erano California, Gradisca, Vienna, Aquileia e Cesarea) noleggiate (e poi requisite) tra il giugno e l'ottobre 1935 (per l'Helouan vengono indicati variabilmente questo periodo od il febbraio 1935 come data della requisizione) dalla Regia Marina per aggiungersi alle due già impiegate (Urania e Tevere) per il trasporto dei feriti e dei malati tra le truppe inviate in Eritrea e Somalia in preparazione dell'invasione. Dotate di attrezzature molto all'avanguardia per l'epoca (tra cui apparati di condizionamento dell’aria), queste navi non vennero classificate e denunciate presso gli appositi organismi internazionali come navi ospedale, ma come «navi trasporto infermi»: dato che delle navi ospedale non avrebbero potuto trasportare truppe e rifornimenti ma solo feriti e malati, tale classificazione venne ideata per poter utilizzate le unità in questione come trasporti di truppe e rifornimenti per le operazioni in Eritrea e Somalia all'andata, senza ledere le convenzioni internazionali, e per rimpatriare e curare feriti e malati al ritorno (le missioni delle navi trasporto infermi si concludevano sempre a Napoli). 

Il piroscafo con la colorazione adottata dal Lloyd Triestino negli anni Trenta, scafo bianco e fumaioli giallo oro.

Tale decisione venne motivata anche dal fatto che occorreva sfruttare appieno ogni singolo viaggio, dato che Massaua, Chisimaio e gli altri porti di Eritrea e Somalia erano scarsamente ricettivi ed attrezzati in maniera non adeguata. Ugualmente provviste di dotazioni sanitarie e di personale medico (tra cui una dozzina di crocerossine), le navi trasporto infermi si distinguevano dalle navi ospedale per la colorazione, bianca ma priva di croci rosse e strisce verdi prescritte per tali unità.
Qualora fossero insorte più serie complicazioni con il Regno Unito era stato deciso che le navi trasporto infermi sarebbero state subito denunciate a Ginevra come vere e proprie navi ospedale, ma tale risoluzione non venne mai attuata. Dalla seconda metà del 1935 al 1936-1937 (tra il 1935 ed il 1937 le navi trasporto infermi compirono in tutto 104 missioni, trasportando 42.273 tra feriti e malati) l'Helouan, dotata di 600 posti letto, venne quindi impiegata tra l'Italia e la futura Africa Orientale Italiana, trasportando truppe all'andata ed infermi al ritorno.

LHelouan in servizio come nave ospedale.

Riarmata come vera e propria nave ospedale e provvista degli adeguati contrassegni stabiliti dalla Convenzione di Ginevra per le navi ospedale (scafo e sovrastrutture bianche, fascia verde interrotta da croci rosse sullo scafo e croci rosse sui fumaioli), l'Helouan venne poi impiegata insieme ad altre tre navi ospedale (Gradisca, Aquileia e Cesarea) nella guerra civile spagnola (l'Helouan fu in particolare la prima nave ospedale utilizzata dalla Regia Marina per il trasporto e la cura degli infermi durante tale conflitto). Nel corso di tale conflitto, dal febbraio 1937 al luglio 1939, le quattro navi ospedale italiane effettuarono in tutto 31 missioni, trasportando dalla Spagna a Napoli 15.612 tra feriti e malati, prevalentemente appartenenti al Corpo Truppe Volontarie. L'attività dell'Helouan s'interruppe però bruscamente nella notte del 12 febbraio 1937: verso le tre di notte, infatti, mentre la nave si trovava alla fonda a Napoli (da dove era da poco arrivata da Cadice trasportando malati), scoppiò a bordo un incendio, che si estese in breve a vari compartimenti. Le autorità preposte (ai soccorsi partecipò anche Umberto di Savoia, principe di Piemonte) e l'equipaggio cercarono in ogni modo di contenere l'incendio, ma esso, nel giro di qualche decina di minuti, divorò completamente la nave ospedale: intorno alle sei del mattino, tre ore dopo lo scoppio dell'incendio, venne ordinato di trainare la nave in fiamme fuori del porto, per impedire che il suo affondamento potesse ostruirlo. Alle sette la nave ormai bruciata venne rimorchiata fuori del porto e quindi venne fatta affondare su un fondale di 18 metri, vicino al molo «Duca d'Aosta». Non si ebbero a registrare vittime o feriti. Il relitto venne successivamente recuperato e demolito.
Non furono mai del tutto chiarite le cause dell'incendio che aveva distrutto la nave: all'epoca si suppose che il fuoco, provocato da un corto circuito, fosse stato alimentato da un mucchio di materassi esposti all'aria, ma nel 1941 la perdita dell'Helouan venne attribuita ad una rete di sabotatori di matrice comunista, che si sarebbe anche resa responsabile, il 24 febbraio 1936, della collocazione della bomba che provocò la perdita del trasporto truppe Cesare Battisti, affondato nel porto di Massaua dov'era appena giunto da Napoli con truppe che i sabotatori avevano pensato invece destinate al fronte della guerra di Spagna. Si pensò anche che l'Helouan potesse essere stata incendiata da sabotatori britannici, sospetto che era sorto anche in occasione, il 15 febbraio 1935, dell'incendio e distruzione, nel porto di Alessandria d'Egitto, della turbonave passeggeri Ausonia.